# تناجر ذهبي الأطراف
تناجر ذهبي الأطراف (الاسم العلمي: Tangara cyanoventris)، هو نوع من الطيور يتبع فصيلة التناجر ضمن رتبة العصفوريات.